# Thadeus A. Thomson
Thaddeus Austin Thomson (Condado de Burleson, 17 de enero de 1853- Austin 18 de enero de 1927) fue un diplomático estadounidense.

## Biografía
Nació en el condado de Burleson, Texas, el 17 de enero de 1853. Estudió en el Salado College y Texas, estuvo en el Instituto Militar de Texas y fue admitido en el colegio de abogados el 11 de julio de 1881. En 1912, Thomson fue delegado a la convención nacional demócrata.
Fue designado por el gobierno de Woodrow Wilson como enviado como ministro plenipotenciario y extraordinario en Colombia entre 1913 a 1916.
El 6 de julio de 1914 firmó el Tratado Thomson-Urrutia entre los Estados Unidos y Colombia. 
Se casó con Annie Eloise Anderson el 14 de junio de 1883 y tuvieron cuatro hijos. 